# Ukraine aux Jeux olympiques d'hiver de 2018
L'Ukraine participe aux Jeux olympiques d'hiver de 2018 à PyeongChang en Corée du Sud du 9 au 25 février 2018. Il s'agit de sa septième participation à des Jeux d'hiver.

## Participation
Aux Jeux olympiques d'hiver de 2018, les athlètes de l'équipe d'Ukraine participent aux épreuves suivantes : 
| Sport               | Hommes | Femmes | Total |
| ------------------- | ------ | ------ | ----- |
| Ski alpin           | 1      | 1      | 2     |
| Biathlon            | 5      | 6      | 11    |
| Ski de fond         | 2      | 2      | 4     |
| Patinage artistique | 2      | 2      | 4     |
| Ski acrobatique     | 1      | 2      | 3     |
| Luge                | 4      | 2      | 6     |
| Combiné nordique    | 1      | 0      | 1     |
| Skeleton            | 1      | 0      | 1     |
| Snowboard           | 0      | 1      | 1     |
| Total               | 17     | 16     | 33    |

## Médaillés
| Sport                   | Discipline   | Athlète(s)          | Performance | Date       |
| Médailles d'or : 1      |              |                     |             |            |
| Ski acrobatique         | Sauts hommes | Oleksandr Abramenko | 128,51 pts  | 18 février |
| Médaille d’argent : 0   |              |                     |             |            |
| Médailles de bronze : 0 |              |                     |             |            |

| Sport           | Médaille d'or, Jeux olympiques | Médaille d'argent, Jeux olympiques | Médaille de bronze, Jeux olympiques | Total |
| --------------- | ------------------------------ | ---------------------------------- | ----------------------------------- | ----- |
| Ski acrobatique | 1                              | 0                                  | 0                                   | 1     |

| Jour     | Date       | Médaille d'or, Jeux olympiques | Médaille d'argent, Jeux olympiques | Médaille de bronze, Jeux olympiques | Total |
| -------- | ---------- | ------------------------------ | ---------------------------------- | ----------------------------------- | ----- |
| 1er jour | 8 février  | —                              | —                                  | —                                   | —     |
| 2e jour  | 9 février  | —                              | —                                  | —                                   | —     |
| 3e jour  | 10 février | 0                              | 0                                  | 0                                   | 0     |
| 4e jour  | 11 février | 0                              | 0                                  | 0                                   | 0     |
| 5e jour  | 12 février | 0                              | 0                                  | 0                                   | 0     |
| 6e jour  | 13 février | 0                              | 0                                  | 0                                   | 0     |
| 7e jour  | 14 février | 0                              | 0                                  | 0                                   | 0     |
| 8e jour  | 15 février | 0                              | 0                                  | 0                                   | 0     |
| 9e jour  | 16 février | 0                              | 0                                  | 0                                   | 0     |
| 10e jour | 17 février | 0                              | 0                                  | 0                                   | 0     |
| 11e jour | 18 février | 1                              | 0                                  | 0                                   | 1     |
| 12e jour | 19 février | 0                              | 0                                  | 0                                   | 0     |
| 13e jour | 20 février |                                |                                    |                                     |       |
| 14e jour | 21 février |                                |                                    |                                     |       |
| 15e jour | 22 février |                                |                                    |                                     |       |
| 16e jour | 23 février |                                |                                    |                                     |       |
| 17e jour | 24 février |                                |                                    |                                     |       |
| 18e jour | 25 février |                                |                                    |                                     |       |
| Total    | Total      | 1                              | 0                                  | 0                                   | 1     |